# Ненад Љутић
Ненад „Неша” Љутић је измишљени лик из серије „Стижу долари”. Лик је измислио Синиша Павић, а улогу је тумачио Миленко Заблаћански.

## Биографија
Ненад „Неша” Љутић је власник кафане „Ловачка прича” у једној вароши у Србији и ту ради са својом супругом Живаном „Жицом” Љутић (Нела Михаиловић). Дочекао је свог богатог ујака Горчила из Америке (Александар Берчек) и размишљао шта ће да уради са доларима за које се нада да ће му оставити након смрти. Његов брат Предраг „Пеша” Љутић (Драган Јовановић) је доктор наука и ради у једном предузећу у Београду, али након доласка Горчила, узима слободне дане и одлази код Ненада јер сумња да хоће да фалскификује Горчилов тестамент. Ненадов отац Александар „Лека” Љутић (Никола Симић/Властимир Ђуза Стојиљковић)  након повратка Горчила из Америке жели да наплати дуг од њега, али са великом каматом, коју је израчунао након што је чуо да се Горчило враћа пун долара. Ненад је након доласка свог богатог ујака, страховао да му неко не провали у кафану, па је сва врата закључавао. Многи гости из његове кафане су му остајали дужни јер им је Неша давао вересију, а нарочито председник општине Гвозден Гвозденовић (Бранко Цвејић). 